# Lahepera järve
Lahepera järve este o arie protejată (arie de protecție specială avifaunistică — SPA) din Estonia întinsă pe o suprafață de 258,2 ha, integral pe uscat.

## Localizare
Centrul sitului Lahepera järve este situat la coordonatele 58°34′22″N 27°12′03″E / 58.5729°N 27.2007°E.

## Înființare
Situl Lahepera järve a fost declarat arie de protecție specială avifaunistică în aprilie 2004 pentru a proteja 5 specii de animale.

## Biodiversitate
Situată în ecoregiunea boreală, aria protejată nu include niciun habitat protejat.
La baza desemnării sitului se află mai multe specii protejate de  păsări (5): chirighiță neagră (Chlidonias niger), Cygnus columbianus bewickii, pescăruș mic (Larus minutus), ferestraș mic (Mergus albellus), corcodel mare (Podiceps cristatus).
Pe lângă speciile protejate, pe teritoriul sitului au mai fost identificate 1 specie de pești.